# 徐紹沆
徐紹沆（?—？），字貞文，号雲瞻，常州府宜興縣人。明朝政治人物，官至河南按察使。

## 生平
萬歷三十七年（1609年）己酉科應天府鄉試舉人，四十四年（1616年）丙辰科進士。工部觀政，授户部主事，四十七年升任户部云南司郎中，督通州仓，粮弊肃清，天啓二年迁陕西右参议、靖边兵备道，四年升河南副使、分守河北。六年閏六月晋本省大參，守大梁，能声清誉，播于两河。七年升山西按察使。崇祯元年二月起補河南按察使，管河道，亲核工程，严防蠹穴。二年擢江西右藩，寻升粤东左藩，五年降河南右參政，六年升大梁道按察使，調本省按察使，七年养病回籍，所至治行卓然。

## 家族
曾祖徐文炤，太学生。祖父徐堂，庠生。父徐啓鎬，增生。

## 引用
1. ↑  李开升《明万历丙辰科进士同年序齿录》
2. ↑  《萬曆四十四年丙辰科進士履歷》：徐紹沆，雲瞻，诗五房，庚辰七月十一日生。宜兴县人，己酉……二甲十二名。工部政，授户部主事，己未升云南司郎中，通州粮储，壬戌升陕西右參議，甲子升河南付使，丙寅升本省參政，丁卯升山西按察使，戊辰起河南按察使，己巳升江西右布政，庚午升淮东布政，壬申降河南右參政，癸酉升大梁道按察使，調本省按察使，甲戌养病。
3. ↑  天启六年閏六月，升河南副使徐绍沆为本省右参政，分巡大梁。
4. ↑  崇禎元年二月，補為河南按察使。
5. ↑  《常州府志》